# Sélestat Alsace HB
Sélestat Alsace HB es un club de balonmano de la localidad de Sélestat, Francia, que se fundó en el año 1967. Es uno de los clubes históricos del balonmano francés, muy reconocido por su gran trabajo de cantera de donde ha salido entre otros Thierry Omeyer, y volvió en la temporada 2011/2012 a la máxima categoría después de dos años.

## Jugadores
- Abdelkader Rahim

## Sitio oficial
- Sitio Oficial del Sélestat Alsace HB (en francés)

- Datos: Q747011
- Multimedia: Sélestat Alsace Handball / Q747011